# Letea Veche (gmina)
Letea Veche – gmina w Rumunii, w okręgu Bacău. Obejmuje miejscowości Holt, Letea Veche, Radomirești, Ruși-Ciutea i Siretu. W 2011 roku liczyła 5817 mieszkańców.